# Josefine Dragenberg
Josefine Dragenberg, née le 10 avril 1997 à Herning, est une handballeuse danoise évoluant au poste de pivot. 

## Palmarès

### En club
compétitions nationales
- vainqueur de la coupe du Danemark en 2017 (avec Randers HK)

### En sélection
autres
- vainqueur du championnat du monde junior en 2016[1]